# Вибух

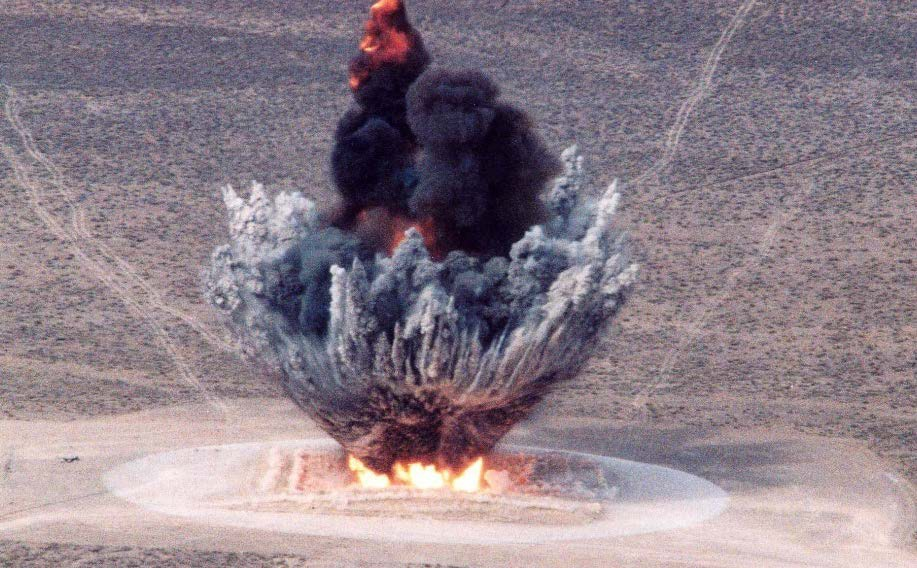
Експериментальний вибух у еквіваленті 16,6 тони тринітротолуолу, проведений Лос-Аламоською національною лабораторією

Вибух — швидкоплинний фізичний або фізико-хімічний процес, що відбувається із значним виділенням енергії в обмеженому об'ємі за короткий проміжок часу. Ключовою ознакою вибуху є раптове збільшення тиску, яке, як правило, спричиняє виникнення ударної хвилі. Вибух у твердому середовищі викликає руйнування та дроблення.

## Види вибухів
Вибухи класифікують за походженням виділеної енергії на:
- хімічні
- фізичні
  - вибухи посудин під внутрішнім тиском
  - вулканічні вибухи
  - електромагнітні
  - кінетичні
- ядерні
  - вибухи, викликані гравітаційним колапсом

### Хімічні вибухи

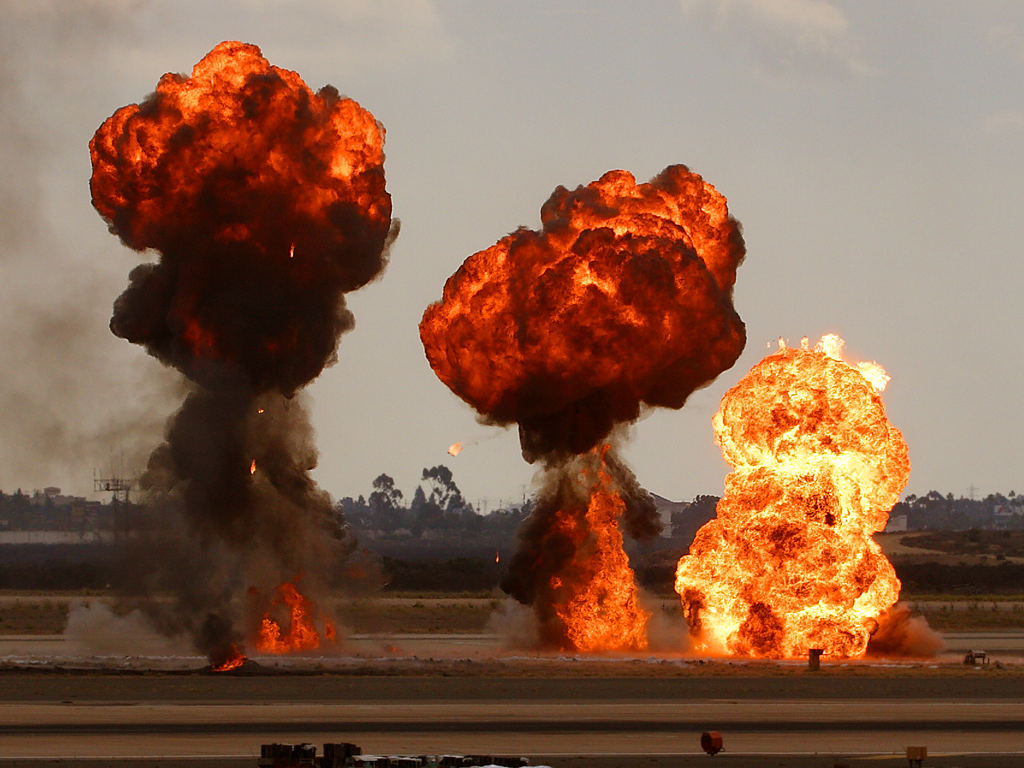
Імітація вибухів бомб (бензин)

Хімічним вибухом називають надзвичайно швидке хімічне перетворення речовини (системи речовин), що самопоширюється і перебігає з виділенням великої кількості теплоти й утворенням газоподібних продуктів. З цього визначення випливають чотири основні умови, які має задовольняти хімічна реакція, щоб вважатися вибухом:
- виділення тепла (екзотермічність);
- утворення газів або пари;
- велика швидкість;
- здатність до самопоширення.

До хімічних вибухів належать вибухи вибухових речовин, горючих газів, вугільного або іншого органічного пилу. Залежно від швидкості поширення, хімічні вибухи поділяють на дефлаграцію (менше за швидкість звуку) та детонацію (більше за швидкість звуку).
Хімічний вибух відрізняється від горіння наявністю ударної хвилі. Під час вибуху згоряння вибухової речовини мусить мати детонаційний характер, тобто залучення нових порцій вибухової речовини до хімічної реакції відбувається на фронті ударної хвилі (а не шляхом теплопровідності і дифузії як під час горіння). З цієї умови випливає, що для хімічного вибуху, що є окисно-відновною реакцією (згорянням), паливо і окисник мають бути перемішані, інакше швидкість реакції буде обмежена швидкістю надходження окисника, що зазвичай відбувається завдяки дифузії. Наприклад, природний газ поволі горить в пальниках домашніх кухонних плит, бо окисник (кисень з повітря) поволі надходить в область горіння шляхом дифузії. Та якщо перемішати газ із повітрям, він вибухне від невеликої іскри.

### Фізичні вибухи

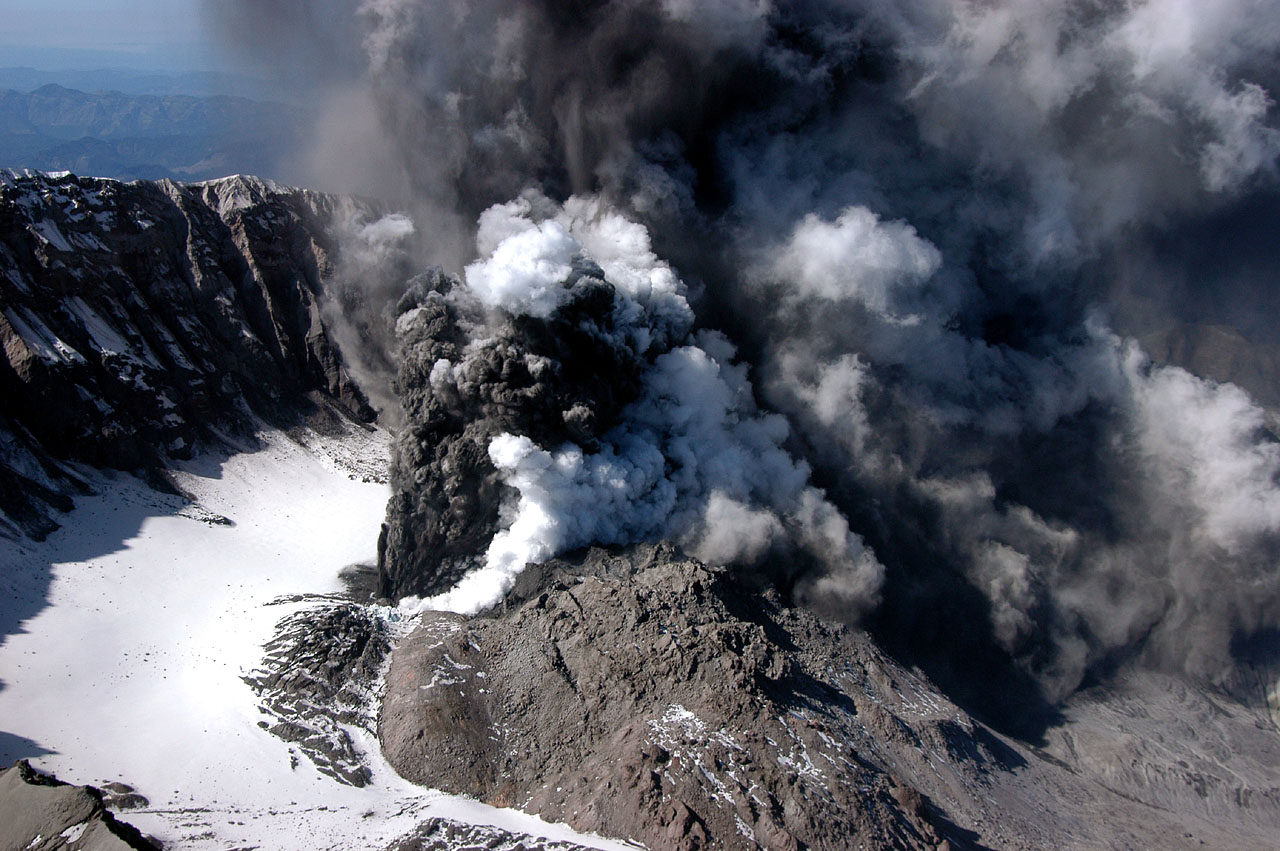
Виверження вулкана Св. Олени (Mount St. Helens)

Під час фізичних вибухів відбуваються лише фізичні перетворення без зміни хімічного складу речовин (вибухи парових котлів, балонів із скрапленим газом, електричні вибухи). Фізичні вибухи звичайно є наслідком фазового переходу речовини або надшвидкої дезінтеграції.
Спричинити електромагнітний вибух можна швидким пропусканням великого електричного заряду (наприклад з конденсатора) через тонкий дріт, що спричиняє миттєве плавлення й випарування металу. До електромагнітних вибухів також належить вибух поверхневого шару речовини від час нагрівання лазером.
У природі фізичні вибухи спостерігаються при виверженнях вулканів, що фактично є вибухом посудини під внутрішнім тиском.
Можна також виокремити кінетичні вибухи, що є наслідком зіткнення тіл, що рухаються із великою швидкістю, та (або) мають велику масу. Яскравий приклад кінетичних вибухів — зіткнення метеоритів (комет, астероїдів тощо) із поверхнею планети або іншим небесним тілом.
Енергія кінетичного вибуху пропорційна масі і квадрату швидкості зіткнення тіл. Наприклад, зіткнення метеориту масою 1 кг із поверхнею Землі на швидкості 60 км/с тотожне вибуху 400 кг тротилу.
Найпотужний із кінетичних вибухів, що спостерігала людина, відбувся у 1994 році, коли із Юпітером зіткнулась комета Шумейкерів-Леві. З 16 по 22 липня 1994 року на Юпітер впало 25 великих уламків декілька кілометрів завбільшки зі швидкістю близько 60 км/с. Розмір області впливу вибухів сягав тисяч кілометрів; сліди від ударів були помітні декілька тижнів. Енергія вибухів — близько 1022 Дж або декілька мільйонів мегатон.
Енерговиділення Тунгуського метеориту оцінюється в 10 Мт.

### Ядерні вибухи
Ядерний вибух спричиняє ланцюгова реакція ділення або синтезу ядер з утворенням нових елементів.
Енергія ядерних вибухів — від кілотонн до десятків мегатонн тротилового еквівалента.
Фактично надпотужними ядерними вибухами є вибухи наднових зірок.

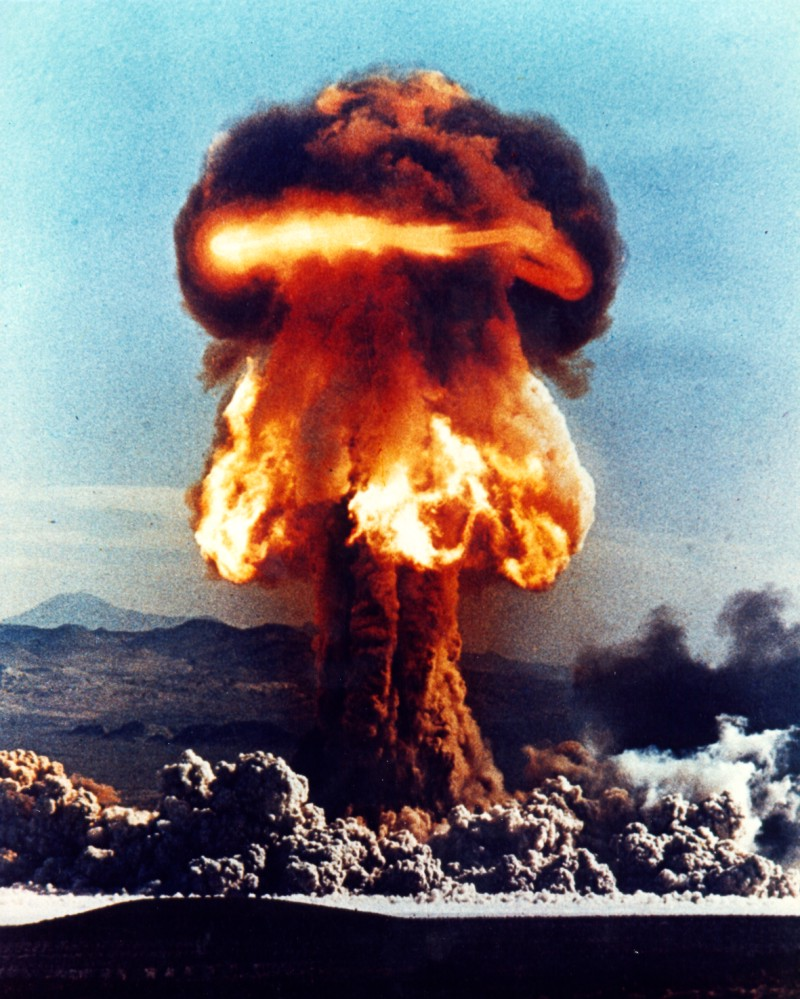
Наземний ядерний вибух
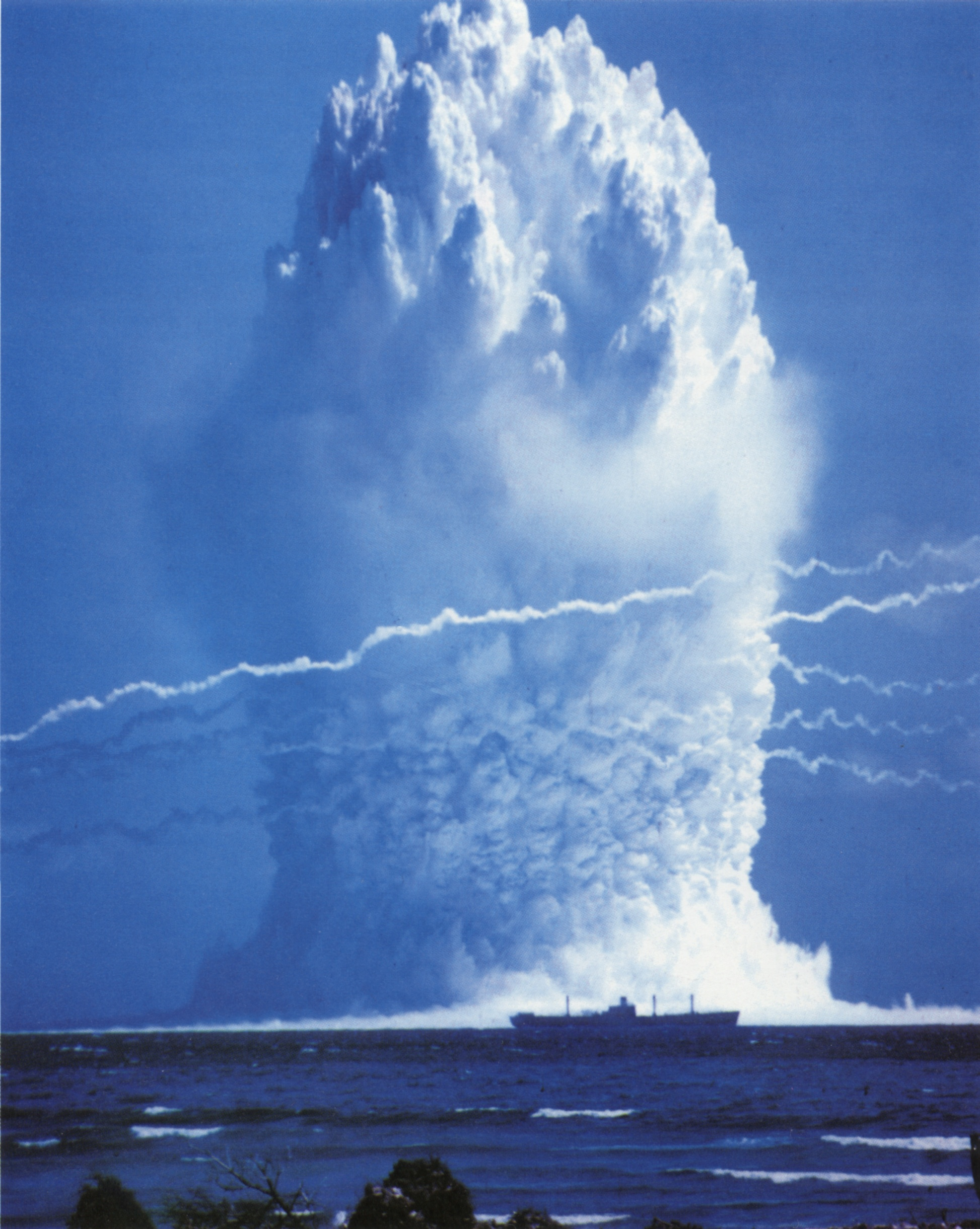
Підводний ядерний вибух
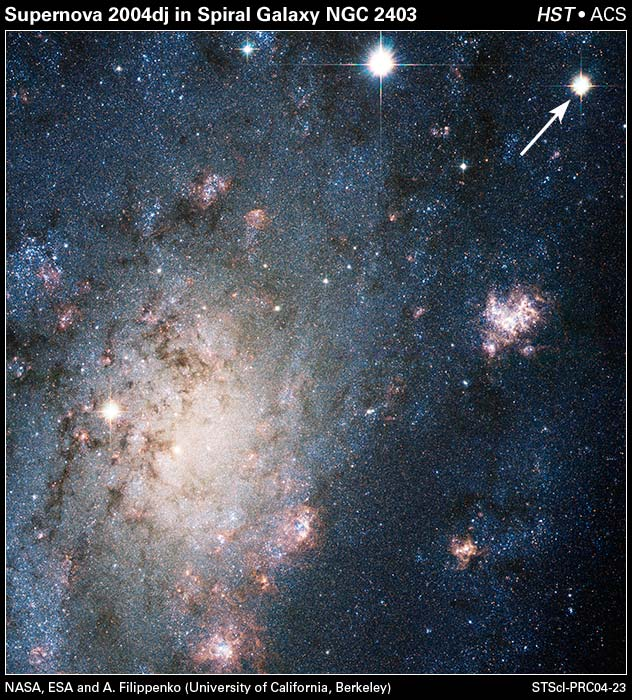

## Вибухобезпека у виробництві
Пожежовибухонебезпечність виробництв визначається агрегатним станом речовин і матеріалів та їхніми показниками пожежовибухонебезпечності.
Показники пожежовибухонебезпечності:
- група спалимості,
- температура займання,
- температура спалаху,
- температура самозаймання,
- нижня та верхня концентраційні межі запалення,
- умови теплового самозаймання та ін.

## Використання вибухів

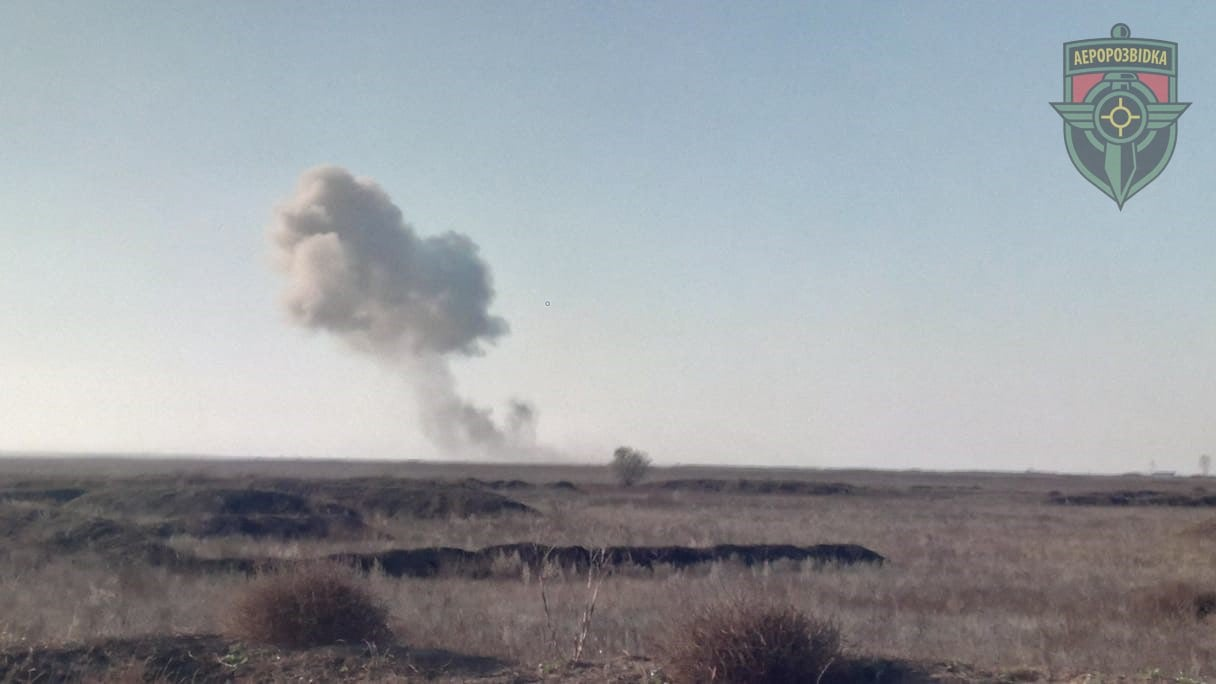
Військовий випробувальний вибух снаряда РКГ-1600 із дрона R18

Традиційна галузь використання енергії вибуху — розробка родовищ корисних копалин, підземне будівництво, військова справа. Вибухи використовують для знесення споруд, для зміни рельєфу.
Розвиваються також складніші технології, наприклад зварювання і обробка матеріалів вибухом. Таке зварювання дозволяє з'єднувати матеріали, які не зварюються в інший спосіб, наприклад титан і сталь.
Для гасіння пожеж на нафтових або газових свердловинах використовується вибух кільцевого заряду, який охоплює свердловину.
В американській фірмі «Дюпон» (Du Pont de Nemours) і в Інституті фізичної фізики РАН розроблено способи виробництва технічних алмазів із графіту з використанням вибухів.

## Теорія вибуху
Теорія вибуху (англ. theory of explosion, нім. Theorie f der Explosion) — розділ науки про вибухові роботи, що розглядає процес впливу вибуху на довкілля, поведінку середовища під впливом вибуху та закономірності, що визначають результат механічної дії вибуху.